# Asterostigma
Asterostigma es un género de plantas con flores de la familia Araceae. Es originario de Sudamérica desde Brasil al nordeste de Argentina.

## Taxonomía
El género fue descrito por Fisch. & C.A.Mey. y publicado en Bulletin de la Classe Physico-Mathématique de l'Académie Impériale des Sciences de Saint-Pétersbourg 3: 148. 1845. La especie tipo es: Asterostigma langsdorffii K. Koch. 

## Especies
- Asterostigma concinnum
- Asterostigma cubense
- Asterostigma integrifolia
- Asterostigma lividum
- Asterostigma luridum
- Asterostigma pavonii
- Asterostigma vermicidum